# Александър Петков (волейболист)
Александър Петков е бивш български волейболист, понастоящем треньор, помощник треньор на тима от волейболната Efbet Супер Лига на България ВК Сливнишки герой (Сливница), където старши треньор е Мартин Стоев.

## Кратка спортна биография
Петков е от школата на ВК ЦСКА (София), но е играл още за ВК Нефтохимик 2010, става шампион на Австрия с тима на Посойилница през 2013 г.,, по-късно играе за клубове от Израел, Турция и Германия.
Като треньор е бил страши треньор на волейболния Славия (София), преди да се присъедини към спортно-техтическия щаб на ВК Сливнишки герой.